# Synaphea aephynsa
Synaphea aephynsa är en tvåhjärtbladig växtart som beskrevs av Alexander Segger George. Synaphea aephynsa ingår i släktet Synaphea och familjen Proteaceae. Inga underarter finns listade i Catalogue of Life.